# Huldsessen
Huldsessen est un village bavarois appartenant à la commune d'Unterdietfurt dans l'arrondissement de Rottal-Inn.

## Architecture
- Église Saint-Martin, XVe siècle restaurée en 1875.

## Personnalités
- Edmund Beck (1902-1991), bénédictin patrologue.